# Desastre aéreo de Pancarköy
O desastre aéreo de Pancarköy foi um desastre aéreo ocorrido durante um exercício militar em Babaeski, Kırklareli, em 22 de setembro de 1981, quando um Northrop F-5 da Força Aérea Turca caiu durante um exercício militar, matando 35 e ferindo mais de 72 soldados. Mais 31 soldados morreram mais tarde devido aos ferimentos. O acidente ainda é o pior desastre aéreo militar da história da Turquia.

## Evento
Em 22 de setembro de 1981, as Forças Armadas turcas estavam realizando um exercício militar em Babaeski, Kırklareli, a 2 quilômetros da estrada E-5.
Enquanto mais de 100 soldados estavam no solo, o tenente piloto Mustafa Özcan pilotava um Northrop F-5. De acordo com um soldado sobrevivente, o jato atingiu uma colina e colidiu com os soldados. 35 soldados morreram e mais de 70 ficaram feridos. Mais 31 faleceram dias depois. Um rio perto do exercício salvou alguns soldados de queimar. A maioria dos corpos dos soldados foi gravemente queimada. Oito deles não puderam ser identificados.

## Memorial
Um memorial foi erguido no início de 2000. Os soldados que morreram têm seus túmulos lá. Todos os anos, em 22 de setembro, uma cerimônia acontece no local do memorial.